# Rewind & Remind
Rewind & Remind는 엠씨 더 맥스의 스페셜 음반이다. 
엠씨 더 맥스가 2009년 하반기부터 군입대가 예정되어, 팬 서비스 차원에서 발매한 음반이다. 6월 18일에 온라인에서, 6월 23일에 오프라인에서 발매되었다. 인 하우스 음반으로 주목을 받았으며, 기존의 발라드 곡과 일렉트로니카 적인 요소가 많이 포함되어 있다.

## 곡
1. Intro (제이 윤 작·편곡)
2. Light Zone (제이 윤 작사·곡·편곡)
3. 뒤차가 경적을 (전해성 작사·곡, 최원혁 편곡)
4. 멀어져 (제이 윤 작사·곡·편곡)
5. 눈물아 기다려 (전해성 작사·곡, 최원혁 편곡)
6. 난 그래 (제이 윤 작사·곡·편곡)
7. Fever(feat. Monotonik) (빈크 작사·곡·편곡, 모노토닉 피쳐링)
8. So many times (제이윤 작사·곡·편곡)
9. Far Away (프로그(김윤정) 작사, 빈크 작·편곡)
10. 뒤차가 경적을(Piano Vers.) (전해성 작사·곡·편곡)